# Балтанеле (Гречи)
Балтанеле (рум. Bâltanele) насеље је у Румунији у округу Мехединци у општини Гречи. Oпштина се налази на надморској висини од 190 m.

## Становништво
Према подацима из 2002. године у насељу је живело 455 становника, од којих су сви румунске националности.